# 조세 격차

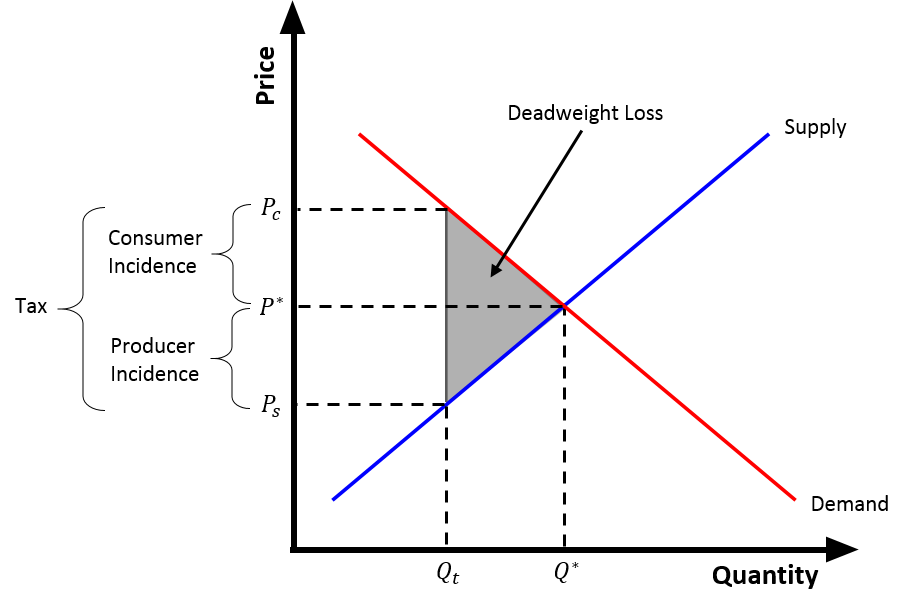
조세 격차를 나타내는 그래프

조세 격차(tax wedge)는 조세가 부과됨에 따라 시장의 경제적 상태가 가격과 수량의 경제적 균형 또는 파레토 효율에서 이격되는 것을 말한다. 세금으로 인해, 소비자는 상품에 대해 더 높은 가격을 지불하게 되고, 생산자 또는 공급자는 더 적은 금액을 지불 받게 된다. 다르게 말하면, 조세 격차는 소비자들이 지불하는 가격과 경제적 가치를 생산하는 생산자들이 거래를 통해 조세를 제하고 받는 액수의 차이라고 할 수 있다.
수요와 공급의 법칙에 따라, 소비자가 지불해야 하는 금액이 증가하고 생산자가 받아야 하는 금액이 감소하면, 각자의 거래 희망량이 감소한다. 세금이 부과된 후, 새로운 경제적 균형에 이르게 되는데, 소비자가 지불하는 단가는 증가하고, 생산자가 받는 단가는 감소하며, 거래되는 총량은 감소하게 된다. 여기서 소비자가 지불하는 단가와 생산자가 받는 단가의 차이가 각 상품에 부과되는 조세를 반영한다.

## 조세 격차의 의미

### 사중손실
그래프 상에서 발생하는 쐐기 모양의 조세 격차는 세금으로 인해 결과적으로 발생하는 사중손실(deadweight loss)을 반영한다. 사중손실은 경제적 잉여 발생으로 인해 경제적 효율의 감소가 야기되는 것을 말한다.